# Hans Forssell

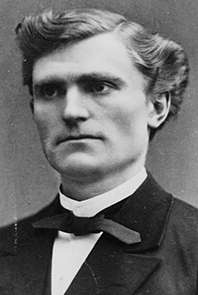
Hans Forssell, 1880.

Hans Ludvig Forssell (Gävle, 14 januari 1843 - Graubünden (Zwitserland), 2 augustus 1901) was een Zweeds historicus, auteur, politicus en officiaal. Hij was Zweeds minister van Financiën (1875-1880), parlementslid (1880-1897) en vanaf 1881 ook lid van de Zweedse Academie, waar hij zetel 1 innam, ter opvolging van Anders Fryxell.
Reeds op zijn zestiende studeerde hij aan de universiteit van Uppsala, waar hij het in 1866 tot doctor schopte. Op zijn dertigste werd hij opgeroepen in dienst te gaan, naar Stockholm. Forssell had een zeer grote politieke invloed in Zweden, onder andere omwille van de verschillende en verscheidene posten die hij overal in het land innam.